# Jonthodes nodicollis
Jonthodes nodicollis là một loài bọ cánh cứng trong họ Cerambycidae.